# Lynk & Co 03 TCR
El Lynk & Co 03 TCR es un coche de competición desarrollado por Cyan Racing, que también ha desarrollado Volvo, habiendo ganado el Campeonato Mundial de Turismos en 2017, que al igual que Lynk & Co, forma parte del grupo Geely. El coche de carreras se basa en el Lynk & Co 03 del mismo nombre.

## Historia
El desarrollo se llevó a cabo en Changzhou. En octubre de 2018, se confirmó que el automóvil se lanzaría en la Copa Mundial de Turismos (WTCR) en 2019, lo que la convertiría en la primera marca china en participar en un campeonato de la FIA.
El automóvil fue probado por primera vez en noviembre de 2018 por Thed Björk en Suecia y Portugal. Para 2019, Cyan se centró exclusivamente en el WTCR y solo usó estos autos allí. Sin embargo, en septiembre de 2019, se anunció que los clientes también podrían pedir los coches. Para 2020, el equipo Shell Teamwork había comprado los 03 TCR para el TCR China Touring Car Championship, y para 2021, MA:GP también había comprado los vehículos para el Campeonato Escandinavo de Turismos, y también había hecho su debut en el recién formado TCR South America. También en el verano de 2021, se lanzó una versión especial de calle, llamada Lynk & Co 03+ Cyan Edition, en honor al éxito del automóvil en las carreras.
Cyan Racing retiró los cinco autos de la ronda de Italia de la Copa Mundial de Turismos 2022, citando preocupaciones de seguridad de los neumáticos Goodyear de la categoría. Los equipos finalmente se retirarían del WTCR en agosto de 2022 por la misma razón.